# Saint-Jean-de-la-Ruelle
Saint-Jean-de-la-Ruelle é uma comuna francesa na região administrativa do Centro, no departamento Loiret. Estende-se por uma área de 6,1 km². Em 2010 a comuna tinha 16 742 habitantes (densidade: 2 744,6 hab./km²).